# خاصية التمام للأعداد الحقيقية
 خاصية التمام للأعداد الحقيقية ح (The completen property of R ) خاصية التمام أو ( The supremum) (أصغر حد علوي ) خاصية ضرورية لـ ح وسنقول أن ح عبارة عن نظام حقل كامل. هذه الخاصية المميزة تسمح لنا بتعريف وتوضيح مختلف العمليات على النهايات.
هناك عدة طرق مختلفة لوصف خاصية التمام، من خلال افتراض أن كل مجموعة غير خالية ومحدودة وجزئية من ح تمتلك حد علوي أصغر (Supremum) .
مفاهيم الحد العلوي والحد السفلي لمجموعة من الأعداد الحقيقية.

## تعريف أول
لتكن س مجموعة غير خالية جزئية من ح .               
1. يُقال عن المجموعة س أنها محدودة من أعلى إذا وُجد عدد ع∈ح بحيث أن ش≤ع لكل ش∈س . 
وأي عدد ع على هذا النحو يسمى حد علوي لـ س.
2. يُقال عن المجموعة س أنها محدودة من أسفل إذا وُجد عدد ف∈ح بحيث أن ف≤ش لكل ش∈س.
وأي عدد ف على هذا النحو يسمى حد سفلي لـ س.
3. يُقال عن المجموعة أنها محدودة إذا كانت محدودة من أعلى ومحدودة من أسفل.
4. يُقال عن المجموعة أنها غير محدودة إذا لم يكن لها حدود.

### مثال
المجموعة S:={ x∈R : x<2 } محدودة من أعلى ; العدد 2 وأي عدد أكبر من 2 يعتبر حد علوي لـ S . هذه المجموعة ليس لها حد سفلي، لذلك هذه المجموعة ليست محدودة من أسفل. وبالتالي فهي غير محدودة ( على الرغم من أنها محدودة من أعلى ).
إذا كانت المجموعة تمتلك حد علوي واحد، إذا هي تمتلك عدد لا نهائي من الحدود العلوية، لأنه إذا كان u حد علوي لـ S فإن الأعداد u+1,u+2,… هي أيضا حدود علوية لـ S ( نفس الملاحظة تنطبق على الحدود السفلية ) .
في مجموعة الحدود العلوية لـ S ومجموعة الحدود السفلية لـ S سننتقي العنصر الأصغر والأكبر على التوالي. لنعاملهما معاملة خاصة في التعريف التالي.

## تعريف ثان
لتكن س مجموعة غير خالية جزئية من مجموعة الاعداد الحقيقية ح.
- إذا كانت س محدودة من أعلى فإنه يقال عن العدد ع أنه أصغر حد علوي لـ س إذا حقق هذه الشروط:

1. حد علوي لـ س , وَ:#إذا كان ف أي حد علوي لـ س فإن ف≥ع.

- إذا كانت S محدودة من أسفل فإنه يُقال عن العدد w أنه أكبر حد سفلي (infimum) لـ S إذا حقق هذه الشروط:

1. w حد سفلي لـ S , وَ:# إذا كان t أي حد سفلي لـ S فإن w≥ t.

ليس من الصعب أن نرى أنه يمكن أن يكون للمجموعة الجزئية S من R حد علوي واحد فقط.(ثم يمكننا الرجوع إلى الحد العلوي الأصغر للمجموعة S بدلا من الحد العلوي الأصغر) .لنفترض أن u1 و u2 يعتبر كل منهما أصغر حد علوي لـ S . إذا كان u2 < u1 فإن الفرضية تعني أن u2أصغر حد علوي وهذا يعني أن u1 لا يمكن أن يكون حداً علوياً للمجموعة S ، بالمثل نرى أن u2 < u1 غير ممكن، بالتالي يجب أن يكون u1=u2 بطريقة مماثلة يمكن اظهار أن أكبر حد سفلي للمجموعة وحيد.                           إذا كان أصغر حد علوي وأكبر حد سفلي للمجموعة موجودين فإننا نرمز لهما بالآتي:
Sup S & inf S 
نلاحظ أيضاً أنه إذا كان u' أي حد علوي اختياري للمجموعة الغير خالية S فإن u≥ S sup .وهذا لأن sup S هو الأصغر من الحدود العلوية للمجموعة S .                                            أولاً: لابد من التأكيد على أنه حتى يكون للمجموعة الغير خالية S والجزئية من R أصغر حد علوي يجب أن تمتلك حد علوي.وبالتالي ليس كل مجموعة جزئية من R تمتلك أصغر حد علوي.بالمثل ليس كل مجموعة جزئية من R تمتلك أكبر حد سفلي. في الواقع هناك أربعة احتمالات للمجموعة الغير خالية S والجزئية من R , وهي:     
1. أن تمتلك أصغر حد علوي وأكبر حد سفلي.                                                                                                                                   # أن تمتلك أصغر حد علوي ولا تمتلك أكبر حد سفلي.                                                                                                                                             # أن تمتلك أكبر حد سفلي ولا تمتلك أصغر حد علوي.                                                                                                                                # أن لاتمتلك أصغر حد علوي ولا أكبر حد سفلي.

نود أيضا أن نؤكد أنه من أجل إظهار أن  u=supS بالنسبة للمجموعة الغير خالية S والجزئية من R نحتاج لإظهار أن كلا من فقرة (1) و (2) للتعريف2 متحققة. وسيكون من المفيد إعادة صياغة هذه العبارات.                     التعريف لـ u=sups يؤكد أن u حد علوي لـ S بحيث أن u≤v لأي حد علوي v لـ S . من المفيد أن يكون لدينا طرق بديلة للتعبير عن فكرة أن u هو ( الأقل ) من الحدود العلوية لـ S . إحدى الطرق هي ملاحظة أن أي عدد أقل من u ليس حدا علويا لـ S . وهذا يعني وجود عنصر sz  في S بحيث أنz < sz  , بالمثل إذا كان ε>0  فإن u-ε أصغر من u وبالتالي يفشل في أن يكون حدا علويا لـ S .                                                                                                    العبارات التالية حول الحد العلوي u لمجموعة S متكافئة:                                                                                                                                                      # إذا كان v أي حد علوي فإن u < v .                                                                                                                                                                      # إذا كان z < u فإن z ليس حدا علويا لـ S .                                                                                                                                                                     # إذا كان z < u فإنه يوجد sz ∈ S بحيث أن z < sz  .                                                                                                                                                                    # إذا كان >0 ε>0 فإنه يوجد s_εبحيث أن u-ε< s_ε  .                                                                                      وبالتالي يمكننا أن نذكر صياغتين بديلتين لأصغر حد علوي.

## فرضية 1
العدد u يعتبر أصغر حد علوي للمجموعة S الغير خالية والجزئية من R إذا وفقط إذا كان u يحقق الشروط:
1. s ≤ u لكل s ∈ S.
2. إذا كان v < u فإنه يوجد s∈S بحيث أن v < s.

## فرضية 2
الحد العلويu  للمجموعة الغير الخالية S  في R ، يعتبر أصغر حد علوي إذا وفقط إذا كان لكل ε >0  يوجدS  ∈ s_ε بحيث أن u-ε< s_ε
الإثبات: إذا كان u حد علوي لـ S  فهذا يحقق الشرط المذكور، وإذا كان v < u  فإننا نضع ε=u-v ، وبما أن  ε >0  إذا يوجد عدد S ∈ s_ε بحيث أن < s_ε ε=u-v ، لذلك v ليس حدا علويا لـ S  و نستنتج أن.u = sup S
على العكس، نفرض أن u= sups  و لتكن ε>0 . بما أن u-ε < u   إذا u-ε  ليس حدا علويا لـ S  ، لذلك أحد العناصر s_ε  لـ S  يجب أن يكون أكبر من u-ε  ، هذا يعني أن u-ε< s_ε   .
من المهم أن ندرك أن أصغر حد علوي لمجموعة، قد يكون أو لا يكون عنصر لهذه المجموعة. ففي بعض الأحيان يكون عنصر للمجموعة وفي بعض الأحيان لا يكون، وهذا يعتمد على المجموعة المعينة. نستعرض الآن بعض الأمثلة:
مثال:
1. إذا كانت المجموعة الغير الخالية S1  تمتلك عدد نهائي من العناصر، فإنه يمكننا إظهار أن S1 تمتلك عنصر أكبر u وعنصرأصغر w.إذا u=supS1  وinfS1  w= ، و كلاهما ينتميان إلى S1  (وهذا يتضح إذا كانت S1 تمتلك عنصر واحد فقط ونستطيع إثباتها بواسطة طريقة الإستقراء الرياضي على عدد العناصر في S1 ).
2. المجموعة S2:=  {x:0≤x≤1 } ،من الواضح أنها تمتلك1  كحد علوي. سنثبت أن1  أصغر حد علوي كما يلي:إذا كان v<1 فإنه يوجد عنصرS2  s'∈ بحيث أن v< s' (s' رمز لأحد العناصر ) لذلك v ليس حدا علويا لـ S2 . وبما أن v عدد اختياري v<1 فإننا نستنتج أن، supS2= 1 وبالمثل نظهرأن infS2= 0 . لاحظ أن كلا من أصغر حد علوي وأكبر حد سفلي لـ S2 محتويان في S2 .
3. المجموعة S3:= {x:0<x<1} . من الواضح أنها تمتلك 1 كحد علوي. باستخدام نفس المناقشة المعطاة في (b) نرى أنSupS3=1  . في هذه الحالة المجموعة S3  لا تحتوي أصغر حد علوي.بالمثل sup S3= 0غيرمحتوى في S3  .

## خاصية التمام لـ R
إنه ليس من الممكن أن نثبت اعتمادا على أساسيات الحقل وخصائص الترتيب لـ R  ، أن كل مجموعة غير خالية وجزئية منR  إذا كانت محدودة من أعلى فإنها تمتلك أصغر حد علوي في R.
مع ذلك فهذه الخاصية عميقة وجذرية لنظام الأعداد الحقيقية وهذا هو الحال في الواقع.سوف نجعل الاستخدام الأساسي والمتكرر لهذه الخاصية مخصصا في مناقشاتنا للعمليات على النهاية. العبارة التالية التي تتعلق بوجود أصغر حد علوي هي افتراضنا النهائي عن R وبالتالي نقول أن R  حقل مرتب كامل.
كل مجموعة غير خالية من الأعداد الحقيقية تمتلك حد علوي هي أيضا تمتلك أصغر حد علوي في R .
هذه الخاصية تدعى أيضا خاصية أصغر حد علوي لـR  . و مثل هذه الخاصية  خاصية أكبر حد سفلي يمكن استخلاصها من خاصية التمام على النحو التالي:
لنفرض أنS  مجموعة غير خالية وجزئية منR وهي محدودة من أسفل، فإن المجموعة الغير خالية Ṥ:={-s:s∈S}  محدودة من أعلى وخاصية أصغر حد علوي تعمي أن u=supṤ موجودة في R.
القارئ ينبغي عليه أن يتحقق بالتفصيل أن –u  أكبر حد سفلي لـṤ .